# Double Dexter
Double Dexter (titre original : Double Dexter) est le dixième roman de Jeff Lindsay, et le sixième livre de la série consacrée au personnage Dexter Morgan. Le livre a été publié le 18 octobre 2011.

## Résumé
Dexter Morgan n'est pas un tueur en série comme les autres. Il aime son travail de jour comme expert médico-légal en analyse de traces de sang pour le Département de police de Miami. Mais il vit pour son passe-temps, chasser de nuit des meurtriers qui ont longtemps échappé à la justice. Une nuit, il se fait surprendre et vit dans l'inquiétude de perdre toute sa vie. Quand une affaire de meurtres en série brutaux est élucidée par Debra et Dexter, son espion va alors devenir la pire menace pour le tueur de tueur : un double assassin.
« Like a breath of fresh air blowing across all crime-novel conventions, there is Dexter. »
« Comme une bouffée d'air frais soufflant sur toutes les conventions du roman policier, il y a Dexter. »

## Éditions
- Jeff Lindsay, Double Dexter, édition britannique parue le 18 octobre 2011. Orion Books Limited,  (ISBN 978-0-385-53237-2)